# Siarhej Tsichanoŭski
Siarhej Leanidavitj Tsichanoŭski (belarusiska: Сяргей Леанідавіч Ціханоўскі, eller ryska: Сергей Леонидович Тихановский: Sergej Leonidovitj Tichanovskij), född 18 augusti 1978 i Horki, är en belarusisk youtubare, videobloggare, dissident och medborgarrättsaktivist. Han är främst känd för sin kritik av diktaturen i Belarus, som leds av president Aleksandr Lukasjenko. I maj 2020 meddelade Tsichanoŭski att han tänkte delta i presidentvalet 2020, men han arresterades två dagar senare. Hans fru Svjatlana Tsichanouskaja ställde sedan upp som Lukasjenkos främsta rival i valet.
Siarhej Tsichanoŭski avtjänar för närvarande ett 18-årigt fängelsestraff, vilket Amnesty International hävdar är politiskt motiverat.

## Barndom och utbildning
Tsichanoŭski är uppvuxen i Homel, där han studerade vid gymnasiet för fysik och matematik, tog examen från filologiska fakulteten vid Homels universitet. Senare öppnade han nattklubbar i Homel och Mazyr och organiserade konserter. Han var engagerad i videoproduktion, reklam och musikvideor.

## Land för liv YouTube-kanal
Tsichanoŭski säger att han blev bloggare nästan av misstag. Han arbetade med en bondgård nära Homel och mötte byråkratiska hinder från lokala, regionala och nationella tjänstemän och berättade sedan om sina svårigheter med journalister.
YouTube-kanalen "Land för liv" (Страна Для Жизни: Strana Dlja Zjezni)  lanserades 2019 och lockade 140 000 prenumeranter under året. Kanalen ägnas åt berättelser om vanliga belarusier och företagare "som kommer att hjälpa till att bygga ett land för livet". Tsichanoŭski gjorde videor om sociala och politiska ämnen och talade om människors problem - främst i ute de belarusiska regionerna (voblast).
Tillsammans med sitt team i en bil med logotypen "Real News" tillbringade Tsichanoŭski över en månad med att köra runt i landet och intervjua prenumeranter, som berättade för honom om problemen i staden och landet. Den mest populära videon på kanalen (nästan en miljon visningar den 30 maj 2020) var berättelsen om en kvinna från staden Hlybokaje, om hennes liv och hennes inställning till president Lukasjenko. Tsichanoŭskis YouTube-kanal innehåller också videointervjuer med oppositionspolitiker och affärsmän. På resor runt Belarus följdes Tsichanoŭski ständigt av bilar med människor som övervakade honom.
Tsichanoŭskis YouTube-videor, som är kritiska till Lukasjenkos regim, blev snabbt populära. Oberoende anti-Lukasjenko-bloggare (som Tsichanoŭski) sågs av regeringen som ett stort hot. Videobloggarna sågs som ett mediealternativ till TV, tidningar och radio, som huvudsakligen är kontrollerade av regeringen. I maj 2020 hade Tsichanoŭskis YouTube-kanal 140 000 prenumeranter; mitten av juli 2020 hade den 243 000 prenumeranter, mer än tolv gånger antalet abonnenter på statliga Belarus 24:s satellitkanal. Sedan Tsichanoŭskis fängslande drivs kanalen vidare av hans medarbetare.

## Politisk aktivitet

### Anti-parad i Babrujsk
Den 9 maj 2020 höll dussintals anhängare av Siarhej Tichanovskij en "anti-parad" i Babrujsk för att uttrycka sin kritik mot segerdagsparaden i huvudstaden Minsk under COVID-19-pandemin. Polisen arresterade cirka 15 personer efteråt.

### 2020 presidentval och protester
Den 7 maj tillkännagav Siarhej Tsichanoŭski på sin YouTube-kanal att han avsåg att kandidera till att bli Belarus president och därmed utmana Aleksandr Lukasjenkos decennielånga styre. Innan dess hade Tsichanoŭski blivit förföljd och trakasserad av den belarusiska polisen och dess specialstyrka AMAP.
Efter arresteringarna höll Tsichanoŭskis anhängare en serie protester i hela Belarus. Enligt Radio Liberty arresterades 20 till 30 personer i Tsichanoŭskis hemstad Homel. Medborgarrättsorganisationen Vjasna rapporterade att minst 19 personer som stöttade Tsichanoŭski brutalt arresterades i Minsk.
Efter hans gripande hölls Tsichanoŭski i ett tillfälligt interneringscenter i Homel på grund av deltagande i en protest i Minsk den 19 december 2019 mot integrationen av Belarus med Ryssland. Han dömdes bland annat till 15 dagars fängelse . Efter fängelsevistelsen meddelade Tsichanoŭski på sin YouTube-kanal att han avsåg att kandidera till presidentämbetet i Belarus. Belarus centrala valkommission vägrade dock att registrera nomineringen.
Efter att valkommissionen vägrat registrera Tsichanoŭskis kandidatur beslutade hans fru Svjatlana Tsichanouskaja att själv kandidera. "Initiativgruppen för Svjatlana Tsichanouskaja" registrerades av Belarus centrala valkommission. Tsichanoŭski blev chef för initiativgruppen för att samla underskrifter för Svjatlana Tsichanoŭskajas deltagande i presidentvalet.

### Hrodna - provokation och gripande
Den 29 maj 2020 arresterades Tsichanoŭski och minst åtta andra män i staden Hrodna, i nordvästra Belarus, medan de samlade underskrifter för Svjatlana Tsichanoŭskajas presidentkandidatur och anklagades för "organisation eller förberedelse för ett allvarligt brott mot den allmänna ordningen."   Enligt Vjasna arresterades minst 13 personer, däribland två medlemmar av Svjatlana Tsichanoŭskajas initiativgrupp och tre medhjälpare till Tsichanoŭski. Belarus inrikesministerium sade att man hade öppnat ett brottmål för påstått "våld mot poliser." Även om belarusiska tjänstemän hävdade att poliser var skadade finns det inga bevis i videofilmer om någon sådan skada.
Som svar på Siarhej Tsichanoŭskis fängslande den 29 maj 2020 krävde Svjatlana Tsichanoŭskaja omedelbart att hennes make skulle släppas och fördömde provokationen mot honom; hon förklarar att handlingen var laglig och fredlig till sin natur, och kallade gripandet för en politiskt motiverad kränkning av hennes konstitutionella rättigheter. Amnesty International och Human Rights Watch har fördömt de belarusiska myndigheternas arresteringar av Tsichanoŭski och de belarusiska myndigheternas försök att kuva oppositionen, journalister och bloggare inför presidentvalet 2020. Amnesty förklarade att arresteringen och åtalet mot Siarhej Tsichanoŭski och andra som hålls kvar med honom är godtyckligt, orättfärdigt och politiskt motiverat och anser att gruppen är samvetsfångar, eftersom de bara hålls kvar för att fredligt utöva sina mänskliga rättigheter.
I december 2021 dömdes Tsichanoŭski till 18 års fängelse. Fem av hans medhjälpare, bland andra bloggaren Ihar Losik och politikern Mikalaj Statkevitj, dömdes till 14–16 års fängelse.